# Bailleau-Armenonville
Bailleau-Armenonville is een gemeente in het Franse departement Eure-et-Loir (regio Centre-Val de Loire). De gemeente maakt deel uit van het arrondissement Chartres. Bailleau-Armenonville telde op 1 januari 2022 1.322 inwoners.

## Geografie
De oppervlakte van Bailleau-Armenonville bedroeg op 1 januari 2022 17,46 vierkante kilometer; de bevolkingsdichtheid was toen 75,7 inwoners per km².

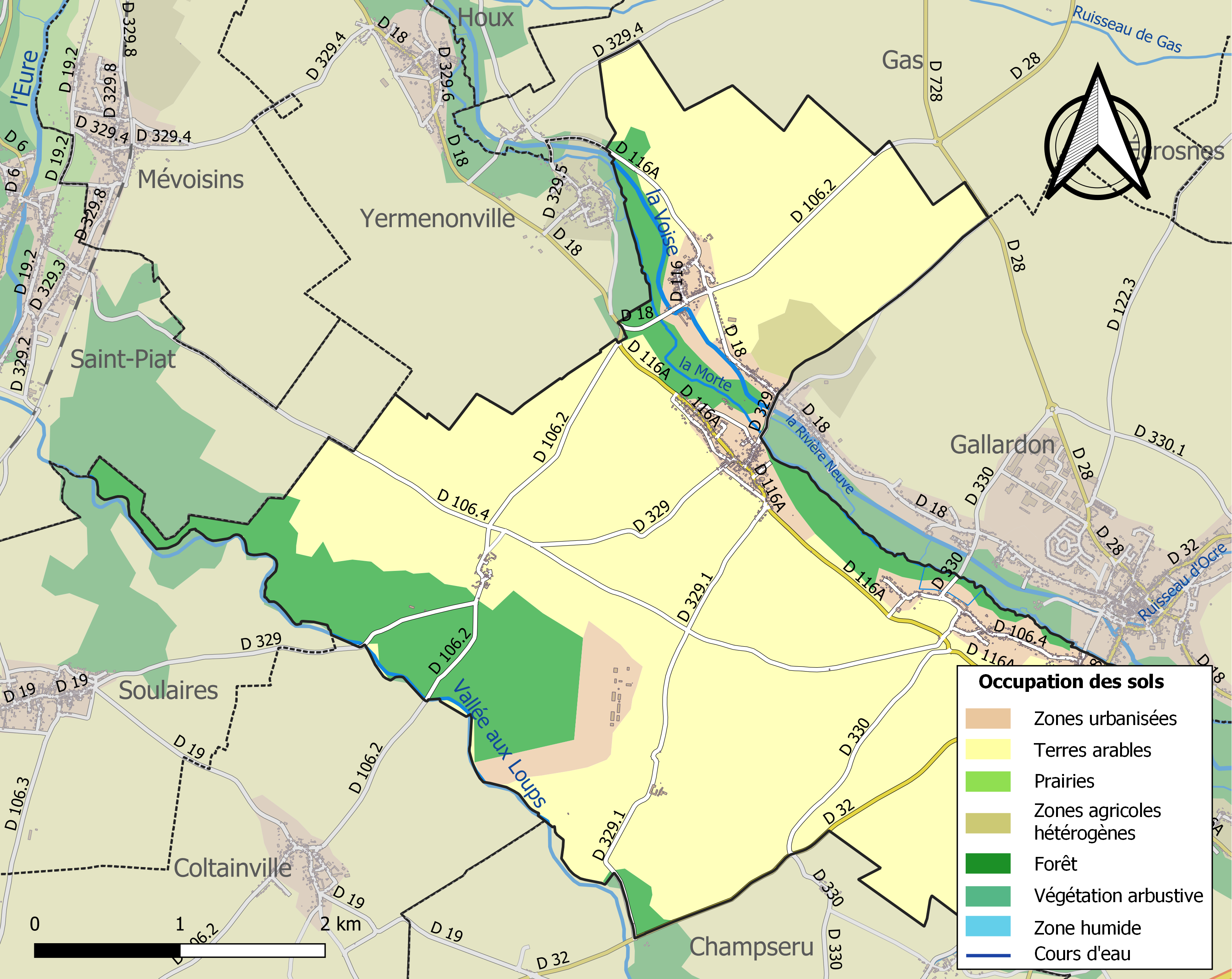
Kaart van de gemeente met belangrijkste infrastructuur, bodemgebruik en omliggende gemeenten

## Demografie
Onderstaande figuur toont het verloop van het inwonertal (bron: INSEE-tellingen).